# Куц Роман Василь Олександрович
Роман Василь Олександрович Куц(*24 червня 1946) — американський вчений-фізик. Доктор електричної інженерії, професор. Почесний Академік АН ВШ України з 2010 р.
Народився в м. Ульм, Німеччина. Навчався на Інженерному факультеті Іллінойського Інституту технології, після закінчення якого в 1968 р. почав працювати в Белл Лабораторії (Bell Laboratory). Одночасно вступив до заочної аспірантури при Школі інженерії в Колумбійському університеті. В 1977 р. захистив докторську дисертацію. З 1977 по 1979 р. стажувався на кафедрі Електричної інженерії Колумбійського університету. З 1979 р. викладає в Школі інженерії та прикладної науки Єльського університету: 1979—1983 рр. — асистент, 1983—1994 рр. — доцент, з 1994 р. — професор. З 1986 р. керує лабораторією інтелектуальних сенсорів (Intelligent Sensors Laboratory). З 2000 по 2008 р. — директор департаменту освіти. З 2008 р. — заступник декана Школи інженерії та прикладної науки.
Займається дослідженнями в області цифрової обробки сигналів, інтеллектуальними сенсорами, вбудованими системами, телекомунікаціями, біонаслідувальні сенсорні системи, сонарами, радарами, цифровими системами, роботехнікою.
Автор понад 150 статей і семи книг.
Редактор наукових журналів: American Scientist Magazine (1983—1990), Journal of Cardiovascular Technology (з 1982), Ultrasound Imaging Journal (з 1984). Член Спільноти Акустиків Америки (з 1990 р.), член Американської Спільноти Інженерної Освіти (з 1999 р.). З 1979 по 1981 р. віце-голова, а з 1981 по 1983 р. голова інструментального відділення Академії Наук Нью-Йорка. З 2004 року — член Коннектікутської Академії Наук та Інженерії. З 2001 року — член Наукового товариства імені Т. Шевченка. Старший член Інституту Електричних та Електронних Інженерів (IEEE) з 1989 р.

## Нагороди
- Sheffield Distinguished Teaching Award, Yale University (1998);
- Grand Order of Golden Bulldog, Yale University (1999);
- Award for Excellence in Phisical Sciences and Mathematics, for Springer Handbook of Robotics, by Professional&Scholarly Division, Association of American Publishers, Inc. (2008).